# Uxbridge and South Ruislip
Circonscription parlementaire de la Chambre des communes
La circonscription d'Uxbridge et South Ruislip est une circonscription électorale britannique située dans le Grand Londres. John Randall du Parti conservateur est le premier député, élu en 2010 ; il est suivi en 2015 par l'ancien Premier ministre du Royaume-Uni Boris Johnson, du même parti. Celui-ci démissionne en juin 2023. Le conservateur Steve Tuckwell, lui succède lors de l'élection partielle du 20 juillet 2023.

## Géographie
La circonscription comprend :
- La partie centre du borough londonien de Hillingdon
- Les quartiers de Yiewsley, Hillingdon, Uxbridge et South Ruislip

## Députés
Les Members of Parliament (MPs) de la circonscription sont :
| Législature                                                      | Années    | Député         | Député       | Parti        |
| ---------------------------------------------------------------- | --------- | -------------- | ------------ | ------------ |
| Uxbridge and South Ruislip issue d'Uxbridge et Ruislip-Northwood |           |                |              |              |
| 55e                                                              | 2010–2015 |                | John Randall | Conservateur |
| 56e                                                              | 2015–2017 | Boris Johnson  |              | Conservateur |
| 57e                                                              | 2017–2019 | Boris Johnson  |              | Conservateur |
| 58e                                                              | 2019–2023 | Boris Johnson  |              | Conservateur |
| 58e                                                              | 2023–     | Steve Tuckwell |              | Conservateur |

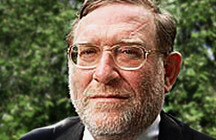
John Randall (2010-2015)
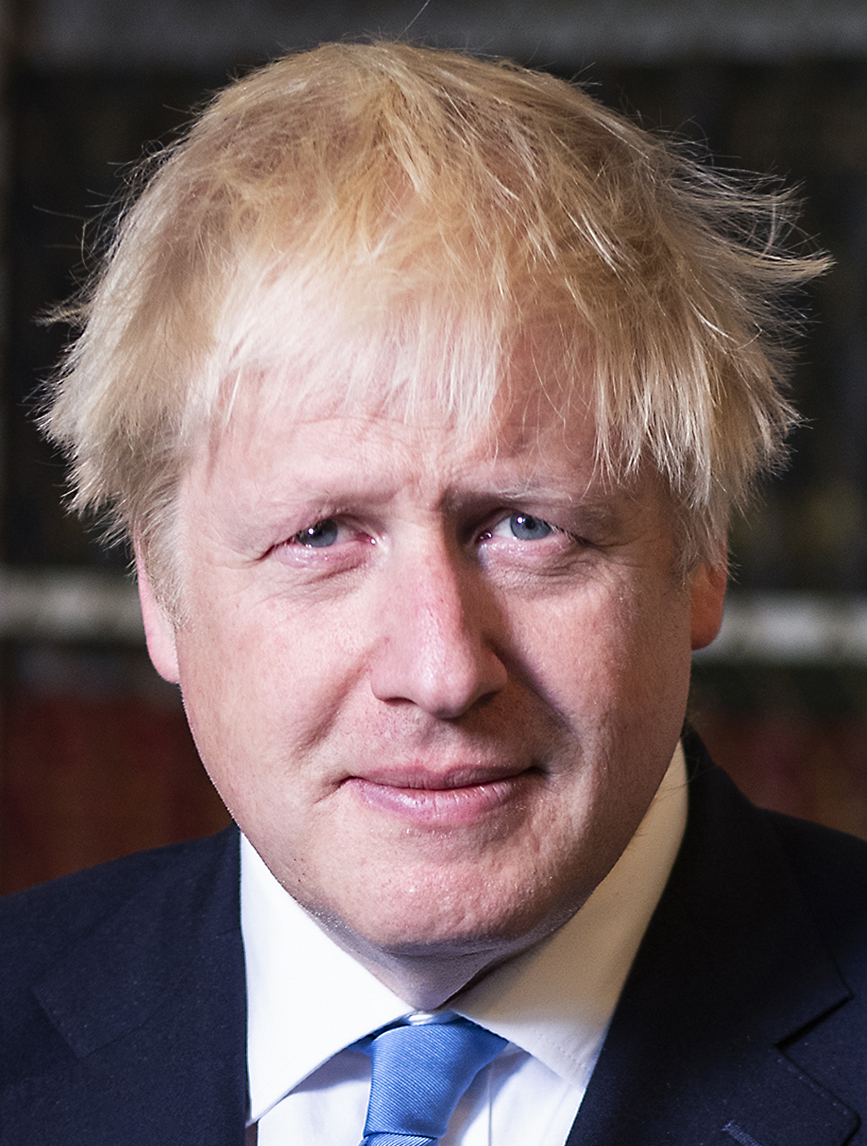
Boris Johnson (2015-2023)
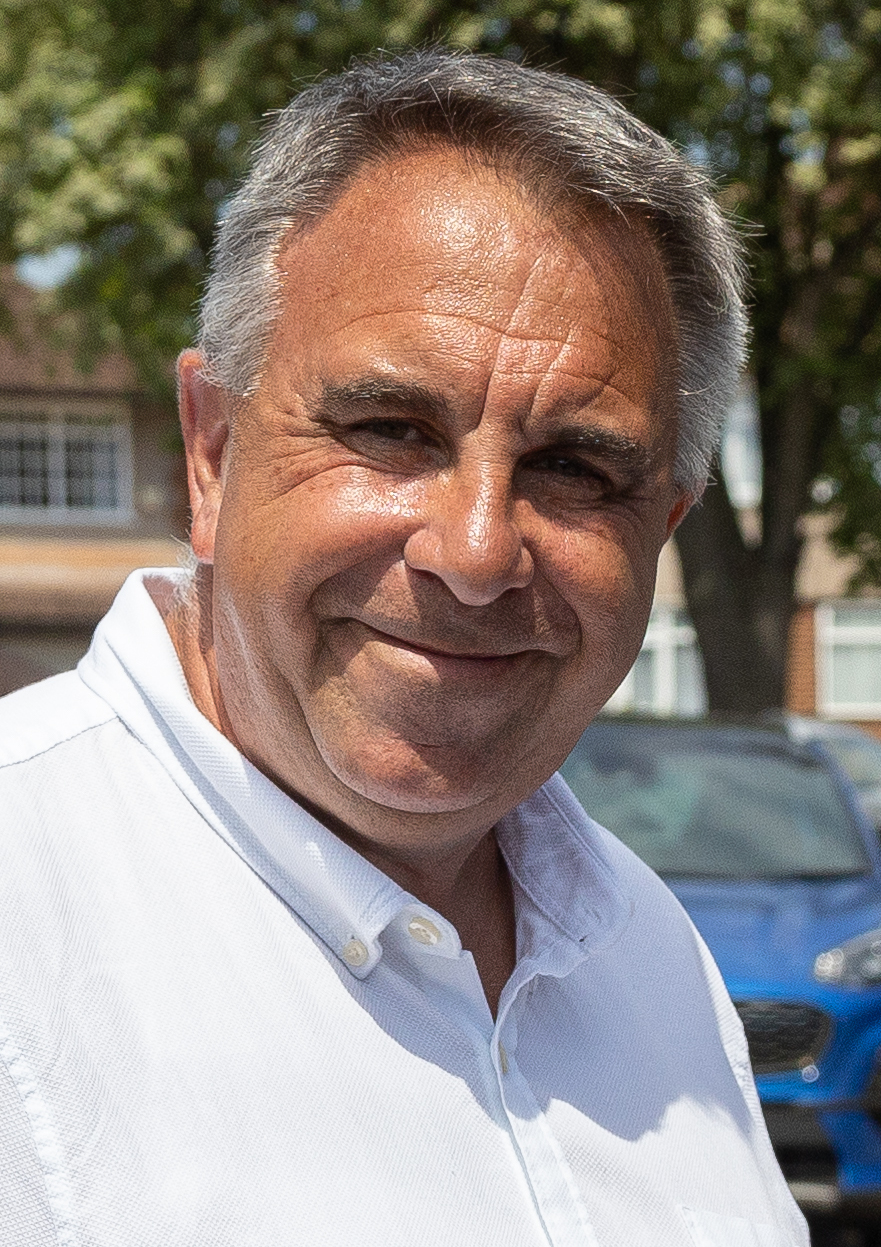
Steve Tuckwell (depuis 2023)

## Référence
- (en) Cet article est partiellement ou en totalité issu de l’article de Wikipédia en anglais intitulé « Uxbridge and South Ruislip (UK Parliament constituency) » (voir la liste des auteurs).
- Carte des circonscriptions du Royaume-Uni — Ordnance Survey (Service cartographique du Royaume-Uni)

1. ↑  « Boris Johnson formally steps down as MP | Boris Johnson | The Guardian », sur amp.theguardian.com (consulté le 24 juin 2024)
2. ↑  (en) « 2023 by-elections: Conservatives hold Boris Johnson's old seat of Uxbridge and South Ruislip », sur Sky News (consulté le 24 juin 2024)
3. ↑  (en) BBC News, « UK results 2019 », sur bbc.com (consulté le 2 janvier 2020)